# Принцип суперпозиції (квантова механіка)
При́нцип суперпози́ції — одна із фундаментальних засад квантової механіки. Згідно з принципом суперпозиції, якщо квантова система може перебувати в станах {\displaystyle \psi _{1}\ } і {\displaystyle \psi _{2}\,}, то вона може перебувати також і в стані {\displaystyle a\psi _{1}+b\psi _{2}\,}, де {\displaystyle a\,} та {\displaystyle b\,} — будь-які комплексні числа, які задовольняють умову нормування {\displaystyle |a|^{2}+|b|^{2}=1}.

## Приклад
Принцип суперпозиції може звучати незвично для людини, вихованої на класичній фізиці, але його розуміння є необхідним для розуміння квантової механіки.
Розглянемо, наприклад, частку, яка в одному стані має імпульс {\displaystyle \mathbf {p} _{1}} (позначимо його кет-вектором {\displaystyle |\mathbf {p} _{1}\rangle }), а в іншому імпульс {\displaystyle \mathbf {p} _{2}} (позначимо його {\displaystyle |\mathbf {p} _{2}\rangle }). Згідно із принципом суперпозиції дана частка може також перебувати, наприклад, у стані {\displaystyle |\mathbf {p} _{1}\rangle +|\mathbf {p} _{2}\rangle }. Яким у такому випадку буде імпульс частинки? Висновок квантової механіки полягає в тому, що імпульс в такому стані невизначений. Якщо його виміряти, то можна з однаковою ймовірністю отримати або значення {\displaystyle \mathbf {p} _{1}}, або ж значення {\displaystyle \mathbf {p} _{2}}.
Таким чином, приходимо до важливого для квантової механіки висновку, що для квантової системи значення фізичної змінної може бути невизначеним.

## Система, що складається з двох частин
Для системи, що складається з двох частин, імовірності координат q1 першої частини незалежні від імовірності координат q2 другої частини, тому розподіл ймовірностей для системи в цілому повинен дорівнювати добутку імовірності її частин. Тобто, хвильова функція Ψ12 (q1,q2) системи може бути представлена у вигляді добутку хвильових функцій Ψ1 (q1) та Ψ2 (q2)  її частин:
Ψ12 (q1,q2) = Ψ1 (q1)  Ψ2 (q2) .